# Onthophagus oshimanus
Onthophagus oshimanus é uma espécie de inseto do género Onthophagus, família Scarabaeidae, ordem Coleoptera.
Foi descrita cientificamente por Nakane em 1960.